# 戈爾諾耶 (哈爾齊斯克市議會)
48°03′30″N 38°11′57″E / 48.05833°N 38.19917°E
戈爾諾耶，或按乌克兰语译作希爾內（羅馬化：Hirne），法理上是乌克兰東部顿涅茨克州顿涅茨克区的哈爾齊茲克市鎮的鎮。
該鎮於1957年成為市級鎮，2017年人口為3319人，自2014年起由頓涅茨克人民共和國實際控制。

## 人口統計
根據 2001年烏克蘭人口普查，鎮民的母語分配如下：
- 乌克兰语：8.4%
- 俄语：90.7%
- 其他：0.9%